# 帕纳索斯山

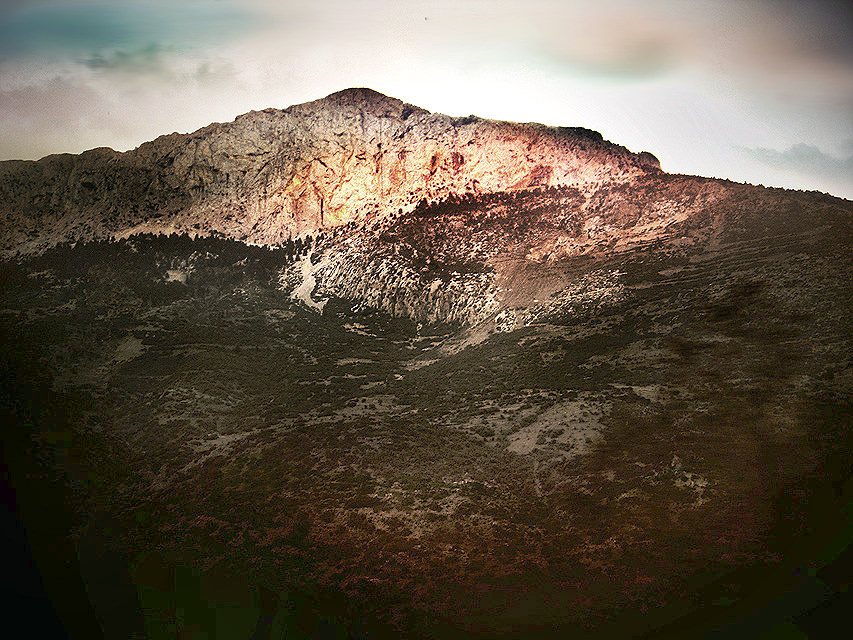
帕纳索斯山。

帕纳索斯山（希臘語：Παρνασσός, Parnassós），希腊中部山脉，滨临科林斯湾。最高点海拔2,457 m（8,062 ft）。

## 歷史
在希腊神话中，帕纳索斯山是太阳神阿波罗和文艺女神们的灵地，缪斯的家乡。古多利安人也以此山为傲。
古希臘大洪水中的倖存者，善良而虔誠的丟卡利翁和皮拉夫婦，他們的船就停在帕納塞斯山。

## 现状
在帕纳索斯山的山坡上，有两个滑雪运动中心，其中的一个为希腊最大的滑雪场地。另外，该山也有铝矿产出。